# 1748 у літературі

## Книги
- «Про дух законів» — політико-правовий трактат Шарля Луї де Монтеск'є.
- «Людина-машина» (фр. «L'homme Machine») — книга Жульєна Офре де Ламетрі.
- «Клариса, або історія юної леді» (II—VII том) — роман Семюела Річардсона.
- «Дослідження стосовно людського пізнання» — праця шотландського філософа Девіда Юма.

## Народились
- 15 лютого — Джеремі Бентам, англійський філософ.
- 7 травня — Олімпія де Гуж, французька письменниця.
- Невідома дата — Юзеф-Максиміліан Оссолінський, польський шляхтич, меценат, засновник Національної бібліотеки імені Оссолінських.

## Померли
- 25 листопада — Ісаак Воттс, англійський священик, теолог, поет, автор гімнів.